# 新界區專線小巴27線

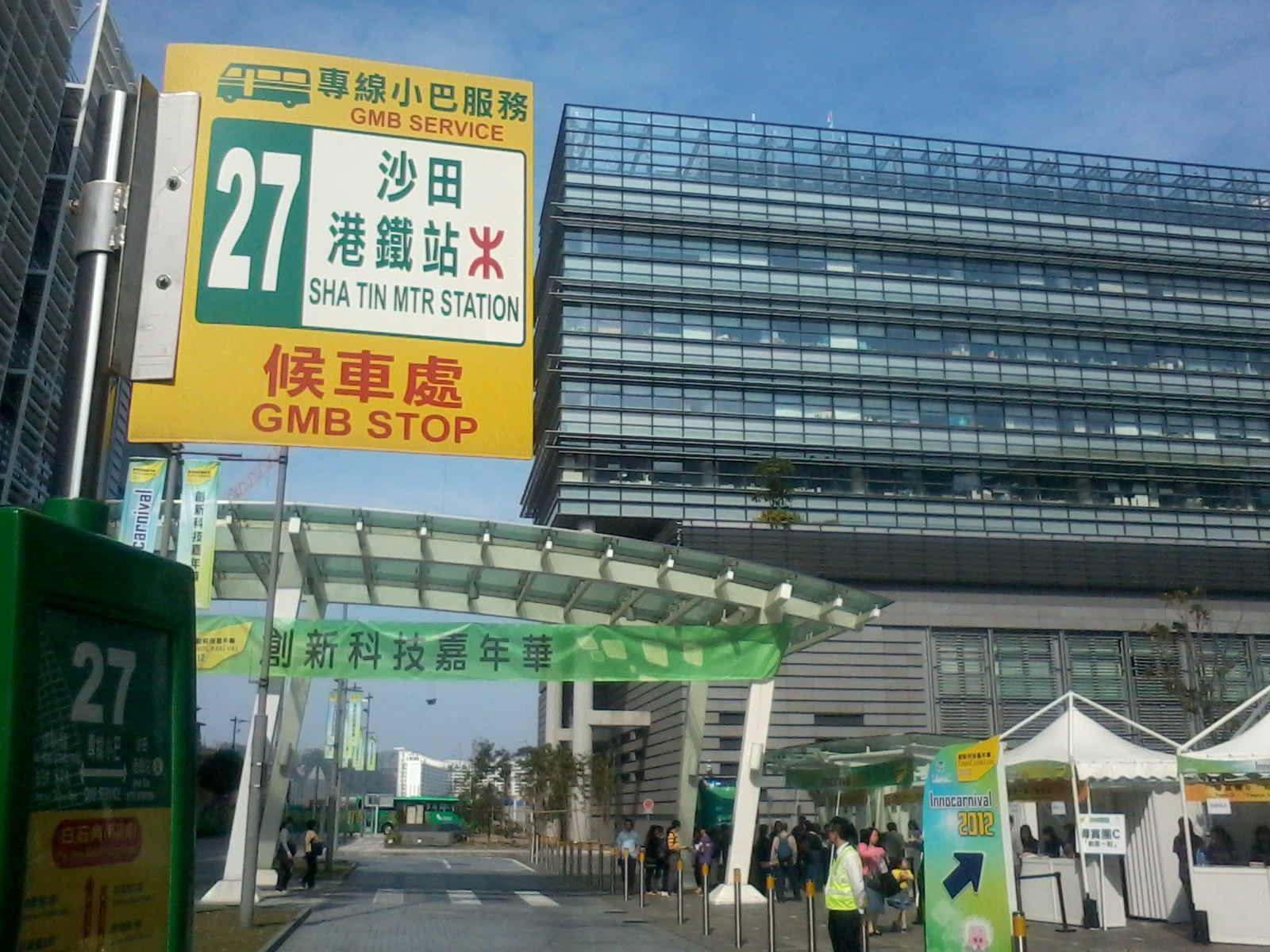
香港科學園

新界區專線小巴27線是由潤泰科技有限公司營運的一條香港小巴線，行走香港科學園及港铁沙田站之間，日間班次延長至香港科學園第3期作總站。
本線另設立輔助線27A及27B，兩者皆來往白石角天賦海灣至沙田站之間，不同之處是後者繞經大學火車站，只在每日繁忙時間提供服務。
27線開辦時為沙田區內專線小巴路線，但營辦商卻採用大埔區的小巴編號，當作跨區路線，故此小巴路線編號是大埔區的20字頭，而並非沙田區的60或800系列字頭。直至2011年2月此路線延長至科興街，由於該處屬大埔區議會的大埔滘（P10）選區，才結束路線編號分區與實際路線編號不符的局面。
本線作為唯一一條出沙田的小巴，和讓居民接駁港鐵前往市區，加上科學園和白石角區甚少往市區的巴士線，272A巴士班次極之疏落，因此在每日任何時段載客量都極高，往沙田方向在雲匯或之後的小巴中途站都經常都遇上客滿情況，常常需要輪後數班才能成功上車

## 簡介及歷史
- 2003年11月5日：本路線投入服務，總站設於香港科學園第1期（科技大道西）。[4]
- 2011年2月1日：每日1800前班次延長延長至香港科學園第3期作總站，晚間班次維持不變。
- 2012年6月：27線往來香港科學園第3期之班次獲正式編號為27A。
- 2014年3月16日：延駛至白石角(天賦海灣)，提升為每日全日提供服務，並提高全程收費。
- 2015年8月9日：27線調整車費，由$6.6加至$7.3，加幅逾10%。
- 2016年1月1日：27A線每日06:45-08:55由白石角開出，及17:05-19:35由沙田站開出之班次繞經大學站，同日來回程不再繞經科興街。
- 2017年7月23日：27A繞經大學站的特別班次獲正式編號27B。
- 2018年7月1日：三線調整車費，由$7.3加至$7.9。[5]
- 2023年6月11日: 三線調整車費，其中27線由$7.9加至$8.6 [6]

## 車站一覽
27線
- 往沙田站方向途經：科技大道西、科學園路、瑞祥街、吐露港公路、大埔公路沙田段、沙田鄉事會路及排頭街。
- 往香港科學園方向途經：排頭街、沙田鄉事會路、大埔公路沙田段、吐露港公路、澤祥街、瑞祥街、科學園路及科技大道西。

27A,27B
- 往沙田站方向途經：科城路、創新路、科進路、科城路、創新路、科研路、創新路、科學園路、澤祥街、大學站巴士總站、澤祥街、瑞祥街、吐露港公路、#大埔公路 – 沙田段、沙田鄉事會路及排頭街。
- 往白石角方向途經：排頭街、沙田鄉事會路、大埔公路沙田段、吐露港公路、澤祥街、澤祥街、大學站巴士總站、澤祥街、科學園路、創新路、科研路、創新路、科城路、科進路、創新路及科城路。

綠色字路段表示只適用於27B線

## 服務時間及班次
27
- 星期一至六：
  - 由香港科學園開出：06:25-23:24，4-10分鐘一班
  - 由沙田火車站開出：06:15-23:00，4-10分鐘一班
- 星期日及公眾假期
  - 由香港科學園開出：06:25-23:15，15分鐘一班
  - 由沙田火車站開出：06:15-23:00，15分鐘一班

註：每日1800前提供往來沙田鐵路站及香港科學園（第3期）之服務，1800後僅提供沙田鐵路站及香港科學園第1期（科技大道西）之服務。
27A
- 星期一至五：
  - 白石角開：06:40-22:00，12-20分鐘一班
  - 沙田火車站開：06:20-23:00，12-20分鐘一班
- 星期六及紅假期：
  - 白石角開：06:40-22:00，15-20分鐘一班
  - 沙田火車站開：06:20-23:00，15-20分鐘一班

27B
- 每天白石角開：0645-0900，15-30分鐘一班
- 每天沙田火車站開：17:05-17:35，15-30分鐘一班

## 收費
27
- 全程收費：$7.9 (無任何分段收費)

27A
- 全程收費：$8.5
  - 科研路 – 沙田(排頭街) ：$7.9
  - 科研路 – 白石角(天賦海灣) ：$5.7

27B
- 全程收費：$8.5
  - 大學站 – 沙田(排頭街) ：$7.9
  - 大學站 – 白石角(天賦海灣) ：$5.7
- 此線所有車輛均接受八達通卡付款；上車及下車均可付款，不設找續。

## 用車
27、27A及27B線共使用20輛豐田Coaster。